# Eunice rubra
Eunice rubra är en ringmaskart som beskrevs av Grube 1856. Eunice rubra ingår i släktet Eunice och familjen Eunicidae. Inga underarter finns listade i Catalogue of Life.